# Марін Бичеваров
Марін Бичеваров (болг. Марин Желязков Бъчеваров) — болгарський астроном і викладач університету, перший професор астрономії в Софійському університеті та в Болгарії. З 1883 по 1926 рік він проводив метеорологічні та магнітні спостереження в Софії.

## Біографія
Народився 1 жовтня 1859 року в Горній Оряховиці. Він отримав стипендію від болгарського уряду для вивчення астрономії на фізико-математичному факультеті Московського університету, який закінчив у 1884 році. 1 лютого 1887 року він розпочав метеорологічну службу в Болгарії, заснувавши першу метеорологічну станцію в Софії. Навесні 1892 року він почав читати лекції з астрономії в Софійському університеті, де він заснував кафедру астрономії. Курс астрономії складався з чотирьох окремих курсів — сферичної астрономії, практичної астрономії, небесної механіки та астрофізики. У 1893 році він був обраний першим професором астрономії в Болгарії. За його задумом у 1892 року розпочато будівництво астрономічної обсерваторії Софійського університету, яке було завершено у 1894 році. У 1897 році він доставив у Болгарію перший сучасний спостережний астрономічний інструмент — 15-сантиметровий рефрактор. У 1895/1896 і 1904/1905 навчальних роках був ректором Софійського університету, а в 1897/1898, 1901/1902, 1904/1905, 1911/1912 і 1914/1915 навчальних роках — деканом фізико-математичного факультету Софійського університету. З 1904 року він об'єднав викладання астрономії в два курси — сферично-практичну астрономію та теоретичну астрономію. У 1910 році він заснував Астрономічний інститут.
Помер 23 листопада 1926 року в Софії.

## Пам'ять
Ім'ям Марина Бичеварова названа вулиця в районі в Софії.

## Ім'я
Від народження прізвище науковця було Бичваров (болг. Бъчваров). Вважається, що він змінив прізвище на Бичеваров (болг. Бъчеваров) через любовну історію і залишився з цим зміненим прізвищем.

## Наукові праці
- «Метеорологічні спостереження в Софії від 1 березня 1887 до 1 березня 1889» (1889)
- «Кілька заміток про клімат у Софії» (1889)
- «Магнітні спостереження в Болгарії в XIX столітті» (1904)